# STX Finland
STX Finland Oy var ett finländskt varvsföretag som bildades som Aker Finnyards Oy 2004, namnändrat till Aker Yards Oy 2006. Sydkoreanska STX köpte genom dotterföretaget STX Europe 2008 Aker Yards Oy och andra företag inom Aker Yards Group. Namnet Aker Yards Oy ändrades till STX Finland Cruise Oy, senare 2009 till STX Finland Oy.
STX Finland Oy drev de tre största varven i Finland: Sandvikenvarvet i Helsingfors, Pernovarvet i Åbo och Raumo varv i Raumo. Denna finländska varvsgrupp var specialiserad på kryssningsfartyg, bilfärjor och isbrytare/isgående fartyg. 
STX Europe gjorde stora investeringar före den ekonomiska nedgången 2009, vilket, tillsammans med problem i STX-koncernen i övrigt, ledde till ekonomiska problem. Dessa ledde till att varvet i Raumo lades ned, det i Åbo såldes till och det i Helsingfors togs över av ett nybildat samriskföretag med ryska United Shipbuilding Corporation som partner.

## Upplösning av STX Finland Oy
I december 2012 var ett fartyg för Viking Line nästan klart och två fartyg i Mein Schiff-serien beställda för TUI Cruises för leverans 2014–2015. Dessutom förhandlades då med staten om ett lån för att kunna bygga ett systerfartyg till M/S Oasis of the Seas, en order som istället hamnade på STX varv Chantiers d'Atlantique i Nantes i Frankrike.
Vintern och våren 2013 blev det uppenbart att STX-koncernen hade ekonomiska problem. Pernovarvets underleverantörer strävade efter att bilda ett konsortium med finska staten som delägare, som kunde köpa varvet, eller alla varven. I maj bekräftades det att varven var till salu.
Eftersom en konkurs befarades, var det svårt att få finansiering för fartygsbyggen, vilka i allmänhet betalas först vid leverans, och rederierna ville inte beställa fartyg utan säkerhet för att de skulle kunna levereras.
Varven såldes alltefter. För Sandvikenvarvet i Helsingfors bildades 2012 samriskföretaget Arctech Helsinki Shipyard  med ryska United Shipbuilding Corporation. Varvet i Raumo lades ner och såldes i mars 2014 till Raumo stad. Pernovarvet i Åbo såldes 2014 till tyska Meyer-Werft. Konkurrensmyndigheter godkände köpet av Pernovarvet den 19 september 2013. Genom köpet säkrades nya beställningar på två kryssningsfartyg för TUI cruises, med option på ytterligare två.

## Byggda fartyg (till och med 2011 för Sandvikenvarvet)
- M/V Armorique, levererad 2008 från Sandvikenvarvet till Brittany Ferries
- Oasis of the Seas, levererad från pernovarvet 2009 till Royal Caribbean Cruise Line
- Allure of the Seas, levererad från Pernovarvet 2010 for Royal Caribbean Cruise Line
- M/S Meri, specialfartyg för tunga laster, levererat 2012 från Pernovarvet till Oy Gaiamare Ab[4]
- Agulhas II, ett sydafrikanskt isbrytande försörjnings- och polarforskningsfartyg, levererat 2012 från Raumo varv till Sydafrikas miljöministerium
- R/V Mirabilis, forskningsfartyg, levererat 2012 från Raumo varv till Namibia[4]
- M/S Viking Grace, levererad 2013 från Pernovarvet till Viking Line
- M/S Mein Schiff 3, levererad 2014 från Pernovarvet till TUI Cruises
- VL Turva, kombinationsfartyg levererat 2014 från Raumo varv till Gränsbevakningsväsendet

## Bildgalleri

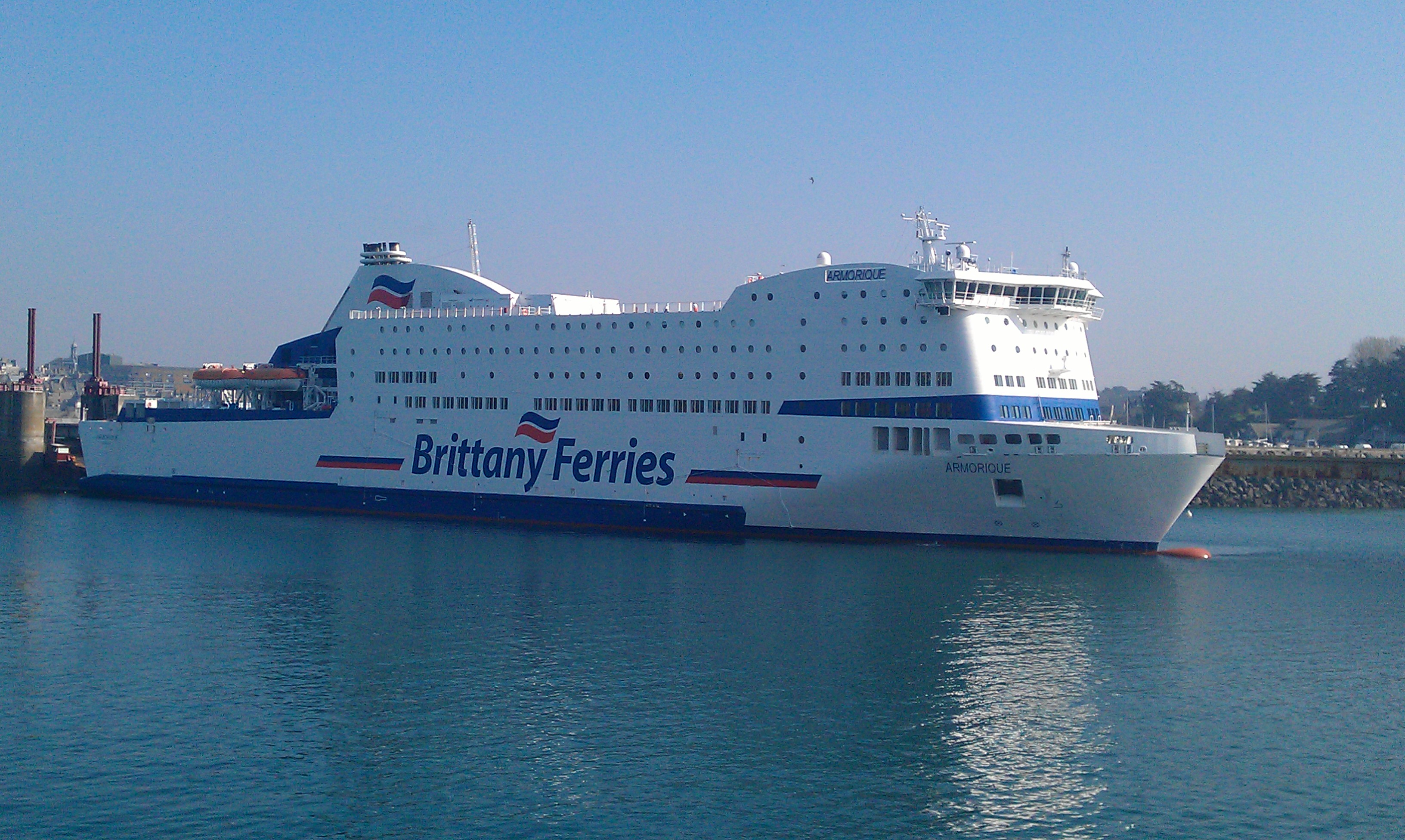
M/V Armorique i Saint-Malo i Frankrike
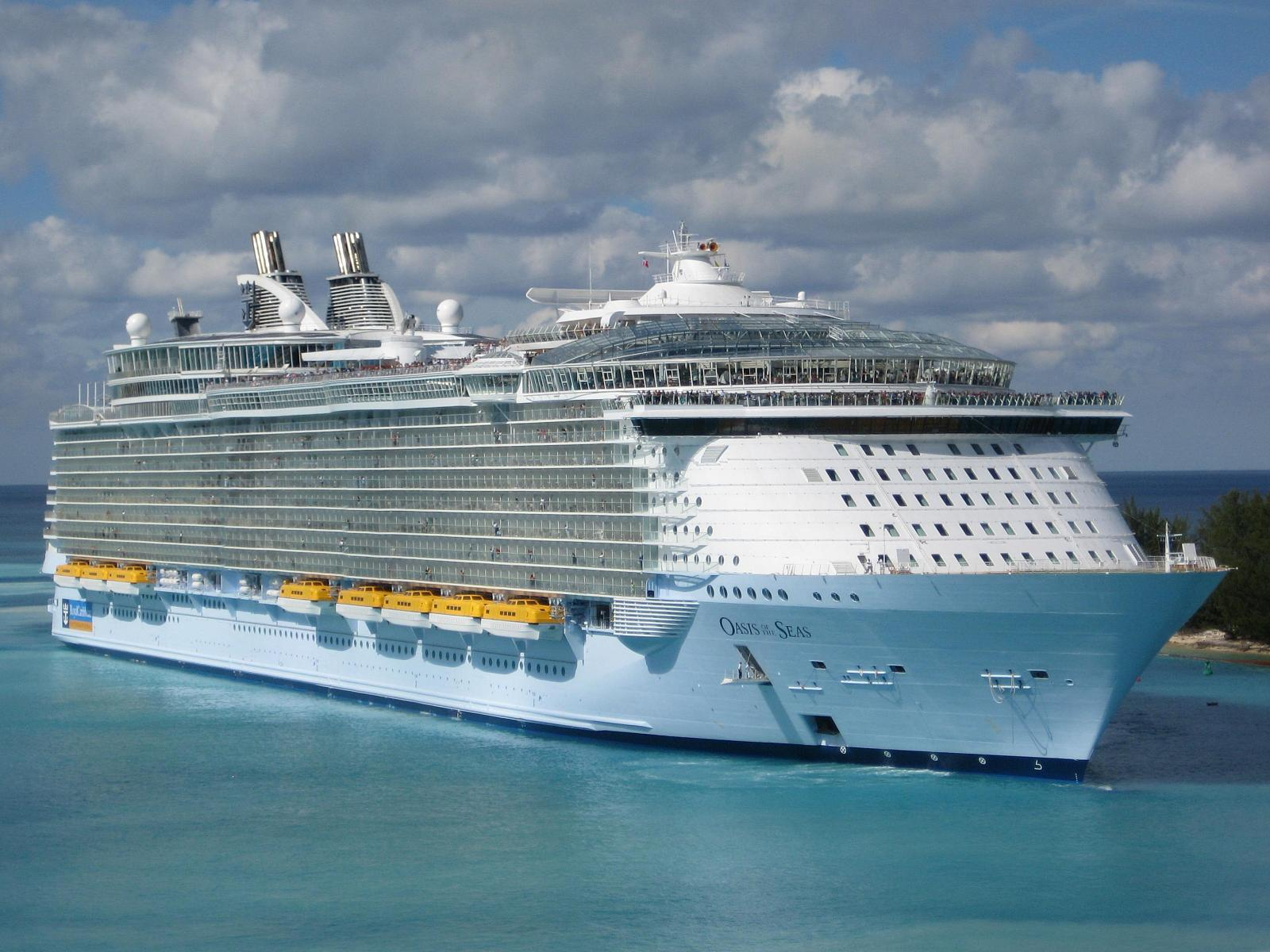
M/S Oasis of the Seas i Nassau, Bahamas
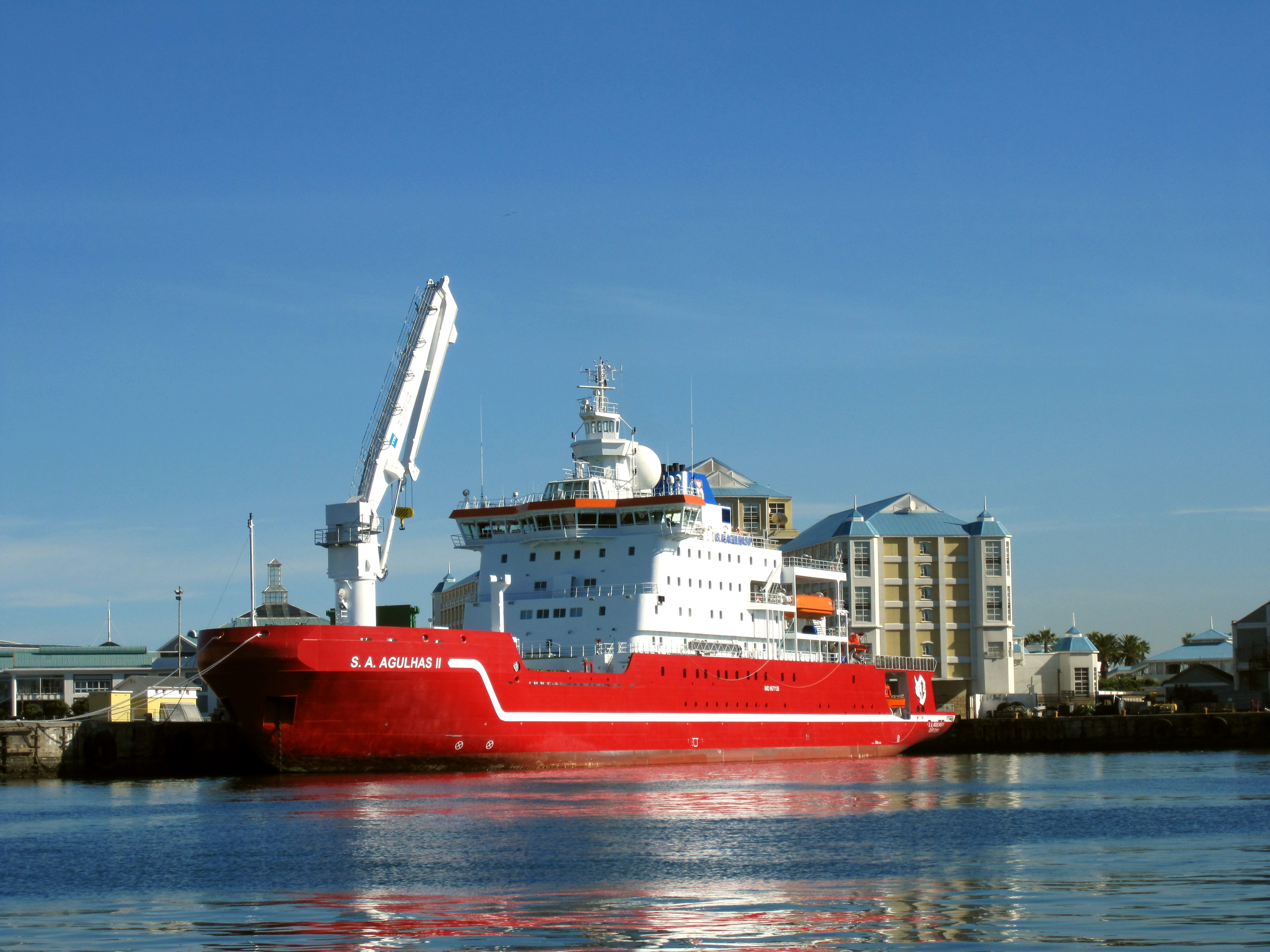
Sydafrikanska polarforskningsfartyget Agulhas II i Kapstaden
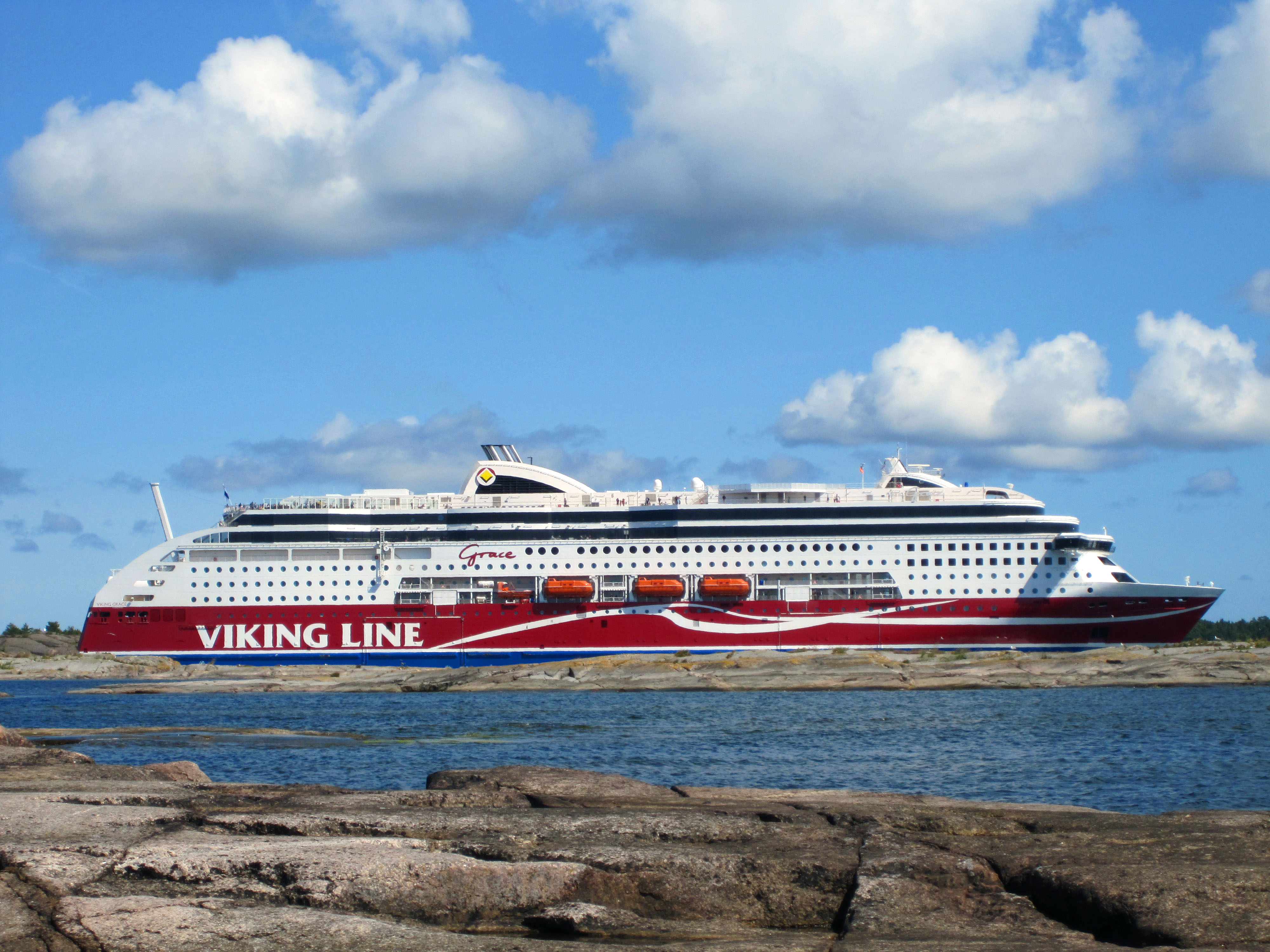
M/S Viking Grace utanför Kobba Klintar i Åland
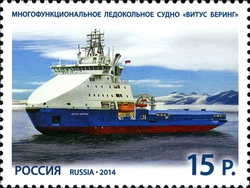
Ryska isbrytaren Vitus Bering på frimärke
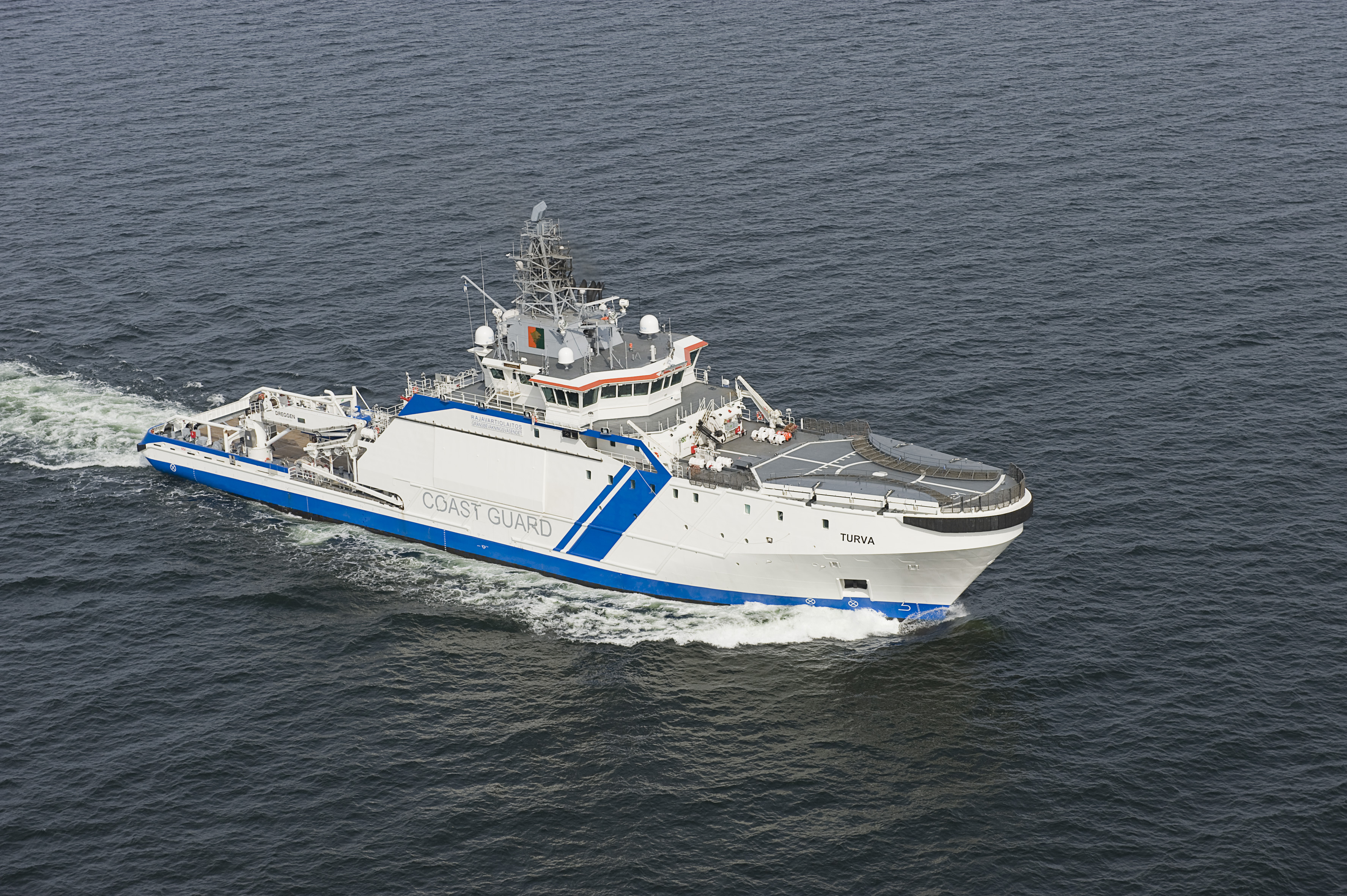
Finländska kustbevakningsfartget VL Turva

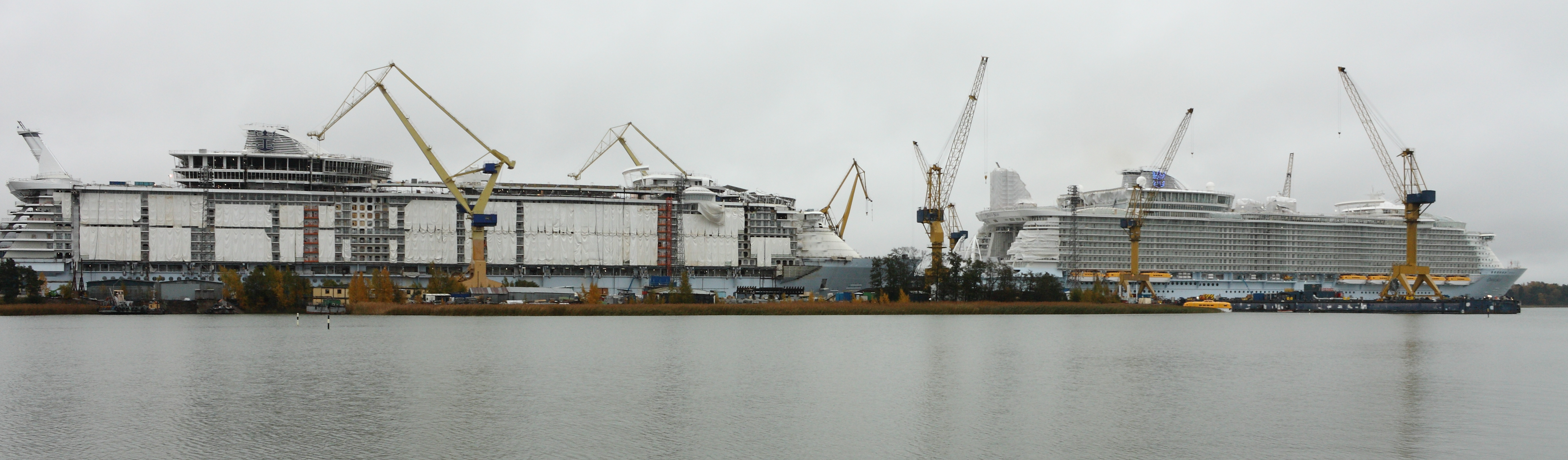
M/S Allure of the Seas (till vänster) och M/S Oasis of the Seas i Pernovarvet i Åbo, oktober 2009